# Estación Comodoro Py
Comodoro Py es una estación ferroviaria ubicada en la localidad homónima, en el partido de Bragado, provincia de Buenos Aires, Argentina.

## Ubicación e Infraestructura
La estación se ubica a 8 km de la Ruta Nacional 5, donde se encuentra el pavimento más próximo, y a 30 km de la ciudad de Bragado, cabecera del Partido.
Se encuentra en buen estado de conservación.

## Servicios
No presta servicios desde 1977.

## Historia
Fue inaugurada en 1911 por la Compañía General de Ferrocarriles en la Provincia de Buenos Aires.